# Stilla jul
Stilla jul är ett julalbum från 1991 av Åsa Jinder.

## Låtlista
1. Jul, jul, strålande jul (Gustaf Nordqvist, Edvard Evers)
2. Bereden väg för Herran (Frans Michael Franzén)
3. Stilla natt (Stille nacht, heilige nacht) (Franz Gruber)
4. Nu tändas tusen juleljus (Emmy Köhler)
5. Julfrid och glädje (Åsa Jinder)
6. När det lider mot jul (Det strålar en stjärna) (Ruben Liljefors)
7. Ett barn är fött (trad., arr. Lennart Sjöholm)
8. Betlehems stjärna (Alice Tegnér)
9. Away in a Manger (William J. Kirkpatrick)
10. Santa Lucia (Teodoro Cottrau)
11. Vem är det barnet (trad., arr. Lennart Sjöholm)
12. Härlig är jorden (Dejlig er jorden) (trad., arr. Lennart Sjöholm)

## Medverkande
- Åsa Jinder, nyckelharpa
- Katarina Johansson, oboe
- Benny Johansson, klarinett
- Magnus Lind, dragspel
- Peter Ljung, piano
- med flera

### Fotnoter
1. ↑  ”Stilla jul”. Svensk mediedatabas. 1 mars 1991. http://smdb.kb.se/catalog/id/001478124. Läst 31 december 2013.